# John Trudell
John Trudell (15. února 1946 – 8. prosince 2015) byl americký zpěvák a politický aktivista. Jeho otcem byl indián z kmene Santee Dakota, zatímco matka byla Mexičanka. V roce 1963, ve věku sedmnácti let, ukončil vzdělávání na střední škole a odešel do armády (sloužil v námořnictvu). Po ukončení aktivní služby se vrátil ke studiu. V té době rovněž začal bojovat za práva domorodých Američanů. V roce 1979, poté, co se setkal s hudebníkem Jacksonem Brownem, se začal více zajímat o hudbu. Později vydal řadu alb, přičemž na některých z nich spolupracoval s kytaristou Jessem Edem Davisem. V roce 2005 o něm režisérka Heather Rae natočila dokumentární film Trudell. Zemřel roku 2015 na rakovinu ve věku 69 let. V roce 2014 získal italské ocenění Premio Tenco.